# 녹색평화당
녹색평화당(綠色平和黨)은 2002년 5월 20일에 환경 운동 단체인 녹색연합과 환경운동연합을 중심으로 결성된 대한민국의 진보주의, 생태주의, 녹색 정치 정당이다. 임삼진 전 녹색연합 사무처장, 최병옥 전 홍익대학교 강사, 박창화 인천녹색연합 공동대표 겸 인천전문대학 교수 등이 창당 과정에 참여하고 공동대표를 역임했다.
녹색평화당은 "생태주의, 생명 존중, 풀뿌리 민주주의, 지방 분권, 사회 정의 구현, 성평등, 평화·비폭력 노선, 투명성 실현, 다양성 존중, 전지구적 정의, 지속 가능한 사회 실현"을 정당의 기본 정책으로 제시했다. 2002년 6월 13일에 실시된 제3회 전국동시지방선거에서는 시·도지사선거에서 2명, 구·시·군의장선거에서 1명, 시·도의회의원선거에서 1명, 광역의원비례대표선거에서는 8명이 출마하기도 했으나 의석을 얻지 못했다.
창당 당시에는 박창화·임삼진·정해훈 공동대표 체제였으나 2002년 9월 27일에 임삼진 공동대표가 녹색평화당을 통해 녹색 정치를 실현하는 것이 불가능하다는 점을 이유로 이장수 인천 남동구 을 지구당 위원장, 박철민 경기 고양시 일산구 을 지구당 위원장과 함께 탈당했다.
2004년 2월 5일에 박창화·정해훈 녹색평화당 공동대표, 장기표 한국사회민주당 대표, 이남순 한국사회민주당 고문당 의장이 "부패 정치 청산, 경제 위기 극복, 녹색 환경 보전, 사회 복지 확립"을 위한 녹색평화당과 한국사회민주당의 통합을 선언했다. 녹색평화당과 한국사회민주당은 2004년 2월 22일에 서울 올림픽공원 역도경기장에서 열린 통합 전당대회를 통해 녹색사민당을 창당했다.